# Âm nhạc thời kỳ Lãng mạn
Âm nhạc thời lãng mạn chủ yếu chú trọng đến cảm xúc con người trong thể hiện âm nhạc; giai điệu trở nên mượt mà, tình cảm hơn. Các thể loại chính trong thời kì này bao gồm

### Etude
Một Etude (/ eɪ t ju ː d / Phát âm tiếng Pháp: [etyd) là một hình thức sáng tác âm nhạc, thường được thiết kế để cung cấp các phần thực hành để hoàn thiện một kỹ năng âm nhạc đặc biệt. Truyền thống các văn bản Etude xuất hiện vào đầu thế kỷ 19 với sự phổ biến ngày càng tăng nhanh của cây đàn piano.
Các nhà soạn nhạc nổi bật ở hình thức này có Carl Czerny, Muzio Clementi
Frédéric Chopin, Franz Liszt, Claude Debussy, György Ligeti và John Cage.

### Romance
Âm nhạc lãng mạn là một thuật ngữ mô tả một phong cách âm nhạc cổ điển phương Tây bắt đầu vào cuối thế kỷ 18, 19. Nó có liên quan đến chủ nghĩa lãng mạn, phong trào nghệ thuật và văn học đã nảy sinh trong nửa sau của thế kỷ 18 ở châu Âu.

### Nocturne
Nocturne (từ tiếng Pháp có nghĩa là đêm, từ tiếng La tinh nocturnus) thường là một tác phẩm âm nhạc được lấy cảm hứng từ, hoặc gợi nhiều liên tưởng, đêm.

### Variation
Là một hình thức kỹ thuật mà các yếu tố được lặp đi lặp lại. Các thay đổi này có thể liên quan đến hài hòa, giai điệu, đối âm, nhịp điệu, âm sắc, dàn nhạc hoặc bất kỳ sự kết hợp nào trong số này.